# إيفون كلارك
إيفون كلارك (بالإنجليزية: Yvonne Young Clark) (الاسم قبل الزواج: جورجيانا إيفون يونغ؛ 13 أبريل 1929 – 27 يناير 2019) هي أحد الشخصيات الأمريكية الأفريقية البارزة من جمعية النساء المهندسات. أول امرأة تحصل على درجة بكالوريوس في العلوم في الهندسة الميكانيكية في جامعة هوارد. وأول امرأة تحصل على درجة الماجستير في الإدارة الهندسية من جامعة فاندربيلت. وأول امرأة تعمل عضوًا في كلية الهندسة والتكنولوجيا في جامعة ولاية تينيسي، ثم أستاذًا فخريًا.

## النشأة والتعليم
وُلدت كلارك في عام 1929 في هيوستن بولاية تكساس ونشأت في لويفيل بولاية كنتاكي. عمل والدها كولمان ميلتون يونغ، الابن، طبيبًا جراحًا، ووالدتها هورتينس هيوستن يونغ أمينة مكتبة وصحفية في لويس فيل ديفيندر. عمل شقيقها، سي. ميلتون يونغ الثالث، طبيبًا. كانت تحب بناء الأشياء وإصلاحها في أثناء طفولتها، ولكن لم يُسمح لها بأخذ فصل الرسم الميكانيكي في المدرسة لأنها فتاة. درست في فصل الملاحة الجوية في المرحلة الثانوية من دراستها والتحقت بدورية الطيران المدني في المدرسة، حيث تعلمت إطلاق النار وأخذت دروس طيران بوساطة جهاز محاكاة.
تخرجت من المدرسة الثانوية في عام 1945 في سن السادسة عشرة وأمضت العامين التاليين تدرس في المدرسة اللاتينية للإناث في بوسطن. أصبحت كلارك أول امرأة تحصل على شهادة الهندسة الميكانيكية من جامعة هوارد، حيث كانت مشجعة والمرأة الوحيدة تقريبًا في صفها من المحاربين القدامى العائدين من الحرب العالمية الثانية. بعد تخرجها في عام 1951، وجدت أن «سوق العمل الهندسي لم يكن شديد التقبل للنساء، وخاصة ذوات البشرة الملونة».
كانت كلارك أول أمريكية أفريقية تحصل على درجة الماجستير في الإدارة الهندسية من جامعة فاندربيلت في عام 1972، بعد إرسالها الطلاب الأمريكيين من أصل أفريقي إلى قسم الهندسة لأول مرة. كان عنوان أطروحتها «صياغة إجراءات لإدارة تدفق المواد في مشاريع إعادة الإعمار الكبرى في قطاع الزجاج».

## المسيرة المهنية
بعد حصول كلارك على شهادتها، كانت أول وظيفة لها في مختبر قياس فرانكفورد أرسنال، وهو محطة لصنع الذخائر الحربية تابعة للجيش الأمريكي في فيلادلفيا. ثم انتقلت إلى شركة إنتاج صغيرة، آر سي إيه كامدن، في نيو جيرسي، حيث صممت معدات خاصة بالمصنع. عادت كلارك إلى الجنوب لتتزوج، وأصبحت أول امرأة عضو في قسم الهندسة الميكانيكية بجامعة ولاية تينيسي، وانضمت إلى كادر الكلية في عام 1956. ترأست القسم لفترتين، أولاهما من عام 1965 حتى 1970 ثم في عام 1977 وشغلت المنصب مدة 11 عامًا. تقاعدت برتبة أستاذ.
ساهمت كلارك في استحداث فرع باي تاو سيغما بجامعة ولاية تينيسي، وهو جمعية هندسة ميكانيكية. بذلت جهودًا كبيرة لتشجيع النساء على امتهان الهندسة، وصرحت في عام 1997 بأن 25% من الطلاب في القسم الذي تعمل فيه من الإناث.
عملت كلارك مع وكالة ناسا وشركتي ويستينغهاوس  وفورد.

## الأبحاث
أمضت كلارك العديد من فصول الصيف بالعمل في فرانكفورد أرسنال في إجراء أبحاث عن الأسلحة عديمة الارتداد. أمضت صيفًا بالعمل مع ناسا في هانتسفيل بولاية ألاباما حيث تحرّت عن محركات ساتورن 5 للنقاط الساخنة. أمضت بعد ذلك صيفًا في مركز ناسا لمركبات الفضاء المأهولة في هيوستن، وساهمت في تصميم الحاويات التي استخدمها نيل أرمسترونج في إحضار عينات القمر إلى الأرض.
أجرت كلارك مزيدًا من الأبحاث التي اكتشفت أساليب إحياء وإضفاء الطابع العصري في جزء من المدينة الداخلية من خلال مركز الدفاع والفضاء في ويستينغهاوس في بالتيمور بولاية ماريلاند. في تسعينيات القرن العشرين، تركزت أبحاثها حول موضوع وسائط التبريد. وهي الباحث الرئيسي في المشروع البحثي «التقييم التجريبي لأداء وسائط التبريد البديلة في دورات المضخات الحرارية» الذي يموله مختبر أوك ريدج الوطني التابع لوزارة الطاقة. وهي قائد فريق الطلاب في مشروع ناسا الممول في جامعة ولاية تينيسي بعنوان مركز علوم الفضاء المؤتمتة.